# Мілковул (комуна)
Мілковул (рум. Milcovul) — комуна у повіті Вранча в Румунії. До складу комуни входять такі села (дані про населення за 2002 рік):
- Лемотешть (848 осіб)
- Мілковул (2422 особи)

Комуна розташована на відстані 162 км на північний схід від Бухареста, 8 км на південний схід від Фокшан, 64 км на захід від Галаца, 128 км на схід від Брашова.

## Населення
За даними перепису населення 2002 року у комуні проживали 8593 особи, усі — румуни. Усі жителі комуни рідною мовою назвали румунську.
Склад населення комуни за віросповіданням:
| Релігія       | Кількість осіб | Відсоток |
| ------------- | -------------- | -------- |
| православні   | 8573           | 99,8%    |
| адвентисти    | 5              | 0,1%     |
| римо-католики | 4              | < 0,1%   |
| баптисти      | 4              | < 0,1%   |
| старообрядці  | 4              | < 0,1%   |
| реформати     | 2              | < 0,1%   |